# Yasuto Honda
Yasuto Honda, född 25 juni 1969 i Fukuoka prefektur, Japan, är en japansk tidigare fotbollsspelare.